# Karimou Djibrill
Karimou Djibrill (* 6. Juni 1933 in Lomé; † 3. Juli 2019) war ein togoischer Fußballspieler.

## Karriere
Djibrill begann seine Karriere als linker Flügelspieler bei dem togoischen Fußballklub Étoile Filante aus Lomé, mit denen er unter anderem 1956/57 das Halbfinale des Französisch-Westafrika Pokals (französisch Coupe d'Afrique Occidentale Française) erreichte. 1958 wechselte Djibrill als erster togoischer Fußballspieler nach Frankreich zum AS Monaco. Für Monaco spielte er sieben Jahre, in denen er je zweimal die Französische Meisterschaft (1961 und 1963) und den Französischen Pokal (1960 – als er allerdings im Endspiel nicht eingesetzt wurde – und 1963) sowie die Coupe Charles Drago (1961) gewinnen konnte. In 185 Meisterschaftsspielen erzielte Djibrill 42 Tore, im Pokal spielte er 19-mal und erzielte sechs Tore, in Spielen der Coupe Drago spielte er zwölf Mal und erzielte drei Treffer, außerdem steuerte er ein Tor in sechs Spielen des Europapokals bei. 1965 wechselte Djibrill zu Sporting Toulon, wo er bis 1968 drei Jahre spielte und 32 Tore erzielte.
Dem Beispiel Djibrills als Profifußballer in Frankreich folgten weitere togoische Spieler. Ab 1958 bis 1967 spielte Moevi Gabriel als Verteidiger für Girondins Bordeaux, 1965 bis 1968 spielte Franck Fiawoo als Stürmer bei Olympique Marseille.